# Lemonparty
Lemonparty (domän: lemonparty.org) är en chocksajt som visar en bild av tre äldre män i en säng som kysser och utför oralsex.  Sången If You Wanna Be Happy med Jimmy Soul spelas i bakgrunden. Den används ofta som en bete-and-switch-länk av troll i diskussionsforum och bildbordsgemenskaper.
Domännamnet Lemonparty.org registrerades den 3 oktober 2002.
Bilden har nämnts på vissa tv-program, till exempel i en skiss på Talkshow med Spike Feresten, och dialog om Archer, The Simpsons, The Cleveland Show och 30 Rock. Webbplatsen har också beskrivits av Jimmy Fallon på radioprogrammet Opie and Anthony, på Chelsea Handlers TV-program Chelsea Lately, Michael J. Nelson från RiffTrax.com under RiffTrax för Avatar, av Jon Stewart på The Daily Show och American Dad. 30 Rock på NBC har gjort två anspelningar till ett "Lemon party."